# Fernando García Sánchez

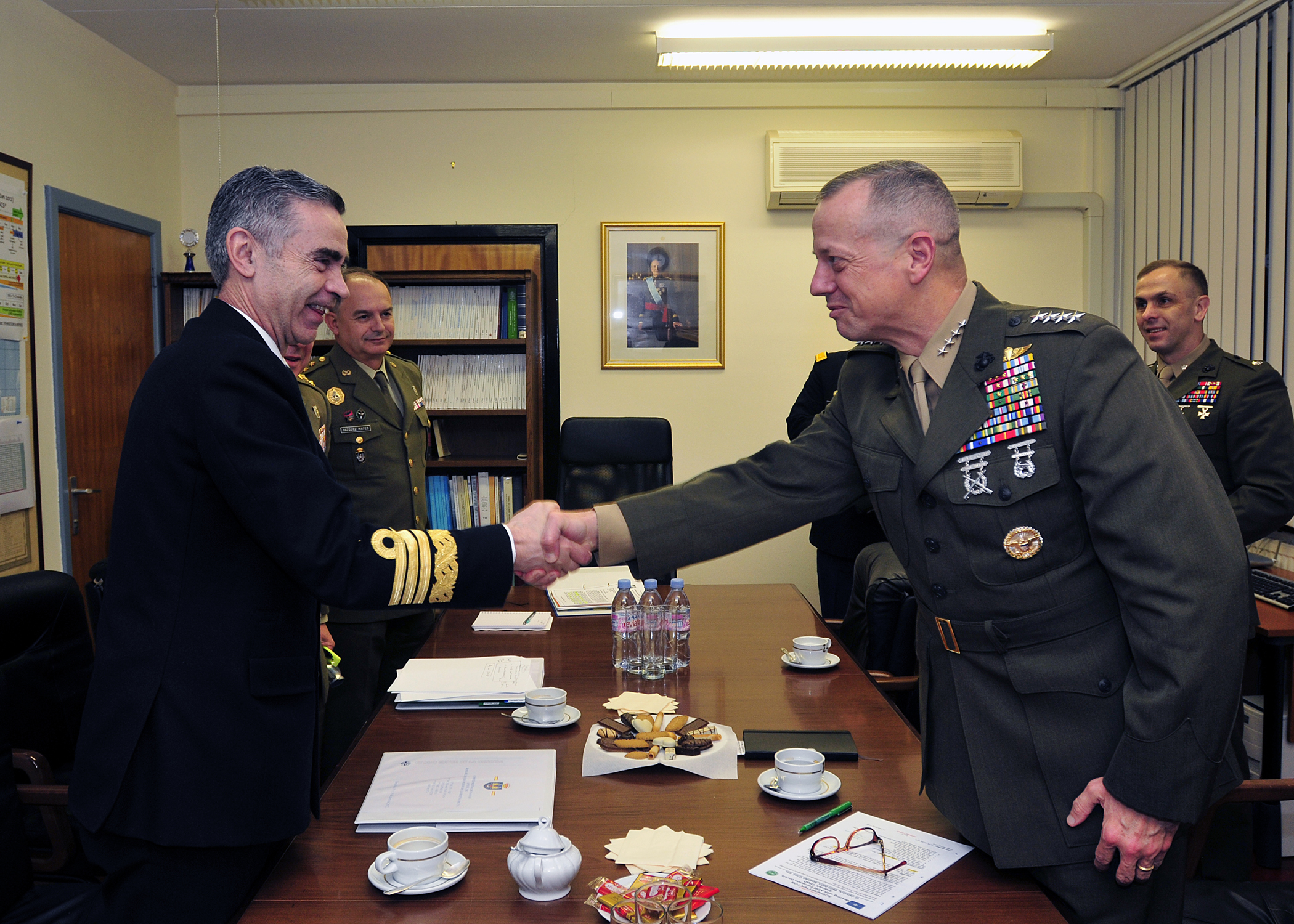
Fernando García Sánchez (links) und John R. Allen

Fernando García Sánchez (* 25. September 1953 in Granada) ist ein spanischer Marineoffizier im Range eines Admirals und war von 2011 bis 2017 Chef des Generalstabs der spanischen Streitkräfte.

## Leben
García Sánchez trat 1971 in die spanische Marine ein. Nach verschiedenen Aufgaben an Land und auf See (u. a. auch als stellvertretender Stabschef der Marine) wurde er 2011 zum Admiral befördert und ist seit dem 30. Dezember desselben Jahres Generalstabschef der spanischen Streitkräfte. Er folgte dabei José Julio Rodríguez Fernández, der diesen Posten seit 2008 innehatte. Sánchez selber wurde im März 2017 von Fernando Alejandre Martínez abgelöst.
Der Admiral ist verheiratet und Vater von drei Kindern. Neben seiner Muttersprache spricht er fließend Englisch und Französisch.